# Endasys alutaceus
Endasys alutaceus är en stekelart som först beskrevs av Heinrich Habermehl 1912.
Endasys alutaceus ingår i släktet Endasys och familjen brokparasitsteklar. Arten är reproducerande i Sverige. Inga underarter finns listade i Catalogue of Life.